# Kanton Montluçon-Est
Der Kanton Montluçon-Est war bis 2015 ein französischer Wahlkreis im Arrondissement Montluçon, im Département Allier und in der Region Auvergne. Er umfasste fünf Gemeinden und den östlichen Teil der Stadt Montluçon. Die landesweiten Änderungen in der Zusammensetzung der Kantone brachten im März 2015 seine Auflösung.

## Gemeinden
Der Kanton umfasste einen Teil der Stadt Montluçon (angegeben in der Tabelle ist ihre Gesamteinwohnerzahl, im Kanton lebten davon etwa 7000 Einwohner) und weitere fünf Gemeinden.
| Gemeinde            | Einwohner Jahr | Fläche km² | Bevölkerungsdichte | Code INSEE | Postleitzahl |
| ------------------- | -------------- | ---------- | ------------------ | ---------- | ------------ |
| Chamblet            | 1.092 (2013)   | 20,5       | 53 Einw./km²       | 03052      | 03170        |
| Deneuille-les-Mines | 356 (2013)     | 24,88      | 14 Einw./km²       | 03097      | 03170        |
| Désertines          | 4.308 (2013)   | 8,34       | 517 Einw./km²      | 03098      | 03630        |
| Montluçon           | 37.839 (2013)  | –          | – Einw./km²        | 03185      | 03100        |
| Saint-Angel         | 754 (2013)     | 25,27      | 30 Einw./km²       | 03217      | 03170        |
| Verneix             | 611 (2013)     | 30,87      | 20 Einw./km²       | 03305      | 03190        |

## Einwohner
| Bevölkerungsentwicklung | Bevölkerungsentwicklung |
| Jahr                    | Einwohner               |
| ----------------------- | ----------------------- |
| 1990                    | 15.453                  |
| 1999                    | 15.035                  |
| 2006                    | 14.399                  |
| 2011                    | 14.023                  |

## Politik
| Vertreter im conseil général des Départements | Vertreter im conseil général des Départements | Vertreter im conseil général des Départements |
| Amtszeit                                      | Name                                          | Partei                                        |
| --------------------------------------------- | --------------------------------------------- | --------------------------------------------- |
| 2001–2010                                     | Daniel Duglery                                | UMP                                           |
| 2010–2015                                     | Françoise Czekaj                              | DVD                                           |